# Djely Tapa
Djely Tapa est le nom de scène de Sountougoumba Diarra, une musicienne malienne-québécoise. Issue d’une famille de griots, elle s’attache à transmettre les traditions musicales maliennes, en leur associant des éléments de blues, de jazz et d’électro.

## Biographie
Née et élevée au Mali, Sountougoumba Diarra, de son véritable nom de naissance, est issue d’une lignée de griots et est la fille du griot et danseur Djely Bouya Diarra et de la cantatrice malienne Kandia Kouyaté. « J’ai grandi dans une école de musique », explique-t-elle ainsi. Tous les membres de sa famille, et ce, depuis des générations, chantaient, dansaient, contaient des histoires et jouaient de la musique. « Nos ancêtres ont trouvé, je pense, le moyen le plus simple pour favoriser la transmission de la culture : la musique, la danse, les chants, les contes », précise-t-elle.
Dans les années 2000, elle déménage au Canada, à Montréal, pour prolonger des études supérieures en  sciences, mais elle garde un pied pour autant dans le monde musical et les traditions familiales, en participant à des événements musicaux au sein de la communauté malienne au Québec. Cette communauté lui rappelle d’ailleurs régulièrement son rôle de griotte. « Même pendant mes études, j’étais dans la musique », précise-t-elle.
Finalement, elle se produit sur la scène locale, privilégiant dans un premier temps une présence au sein de collectifs, notamment avec le groupe Afrikana Soul Sister (en), mais aussi par exemple avec Zal Sissokho (en) ou la troupe du cirque Kalabanté. Sa voix y est remarquée. Elle travaille également avec AfrotroniX, soit le musicien tchadien Caleb Rimtobaye,. Après 17 années de scène, ayant adopté le nom de scène de Djely Tap qui est aussi le nom de sa grand-mère, elle se lance dans un parcours solo et conçoit un premier album, Barokan, en février 2019. Parmi les principaux thèmes des textes de ce projet musical se trouvent la féminité et l’émancipation féminine.
Sur ce projet, elle fait équipe à nouveau avec le musicien Caleb Rimtobaye, AfrotroniX, qui produit et réalise cet album,. Elle tient en effet à la fois à s'inspirer de la tradition des griots ouest-africains, à innover et à se projeter vers le futur,,.
Le morceau qui ouvre l’album Barokan, Future Tribe Art, est significatif : il contient des voix trafiquées, des pulsations et textures électroniques, mais aussi des rythmes, des percussions et des instruments africains, ainsi que le style diatonique des griots,.
Cet album, sorti sur le label Disques Nuits d'Afrique, remporte un prix Juno de l'album de musique du monde de l'année aux Juno Awards de 2020. Devenue une Montréalaise notoire au sein de la diaspora africaine de cette métropole, Djely Tapa figure aussi en 2022 dans le calendrier annuel du mois de l'histoire des Noirs, photographiée par Karene-Isabelle Jean-Baptiste.
Dans un nouveau single paru en mars 2022, Le sais-tu ?, elle s’interroge sur « tous les poids qui pèsent sur les femmes » et les discriminations et agressions qu’elles subissent encore.